# Władysław Wojtkowiak
Władysław Wojtkowiak (ur. 17 września 1922 w Poznaniu, zm.?) – polski tokarz, poseł na Sejm PRL VII kadencji.

## Życiorys
Uzyskał wykształcenie podstawowe, pracował jako tokarz w Fabryce Narzędzi Rolniczych w Jaworze. Pełnił funkcję radnego Wojewódzkiej Rady Narodowej w Legnicy. W 1976 uzyskał mandat posła na Sejm PRL w okręgu Legnica. Zasiadał w Komisji Leśnictwa i Przemysłu Drzewnego oraz w Komisji Rolnictwa i Przemysłu Spożywczego.